# FFG Prag FG 227
L'FFG Prag FG 227 fu un aereo sperimentale esamotore ad ala alta sviluppato dall'azienda boemo morava Flugtechnische Fertigungsgemeinschaft GmbH (FFG) nei primi anni quaranta.
Si trattava di un grande modello in scala 1:4 dell'idrovolante da trasporto Blohm & Voss BV 238 realizzato per acquisire dati per il suo programma di sviluppo ma durante il primo volo di collaudo dovette effettuare un atterraggio forzato danneggiandosi irreparabilmente.

## Storia del progetto
Dopo il successo operativo ottenuto dal grande idrovolante da trasporto Blohm & Voss BV 222 "Wiking" disegnato da Richard Vogt, capo progettista della divisione aeronautica della Blohm & Voss, il Reichsluftfahrtministerium (RLM), il ministero che nella Germania nazista sovraintendeva tutte le attività legate all'aviazione tedesca, accordò la realizzazione di un modello ancora più capiente ed efficace al quale venne assegnata la designazione BV 238.
Al fine di accorciare i tempi di sviluppo Vogt ritenne necessario avviare un programma parallelo che prevedesse uno studio comparativo su un modello in scala ma sufficientemente grande da essere portato in volo con un equipaggio, per determinare eventuali carenze e da utilizzare come laboratorio volante per l'installazione di modifiche migliorative.
Lo sviluppo del modello, identificato dalle convenzioni RLM FG 227, fu affidato ad un gruppo di studenti del Politecnico di Praga guidato dal Dipl.-Ing. Ludwig Karch, distintosi anche come progettista e pilota di alianti. L'FG 227 riproduceva esattamente le proporzioni del BV 238 in scala 1:4, sufficiente per poter creare due abitacoli chiusi in tandem, ed era equipaggiato con sei motori di piccola cilindrata, degli ILO FL-2/400 a due tempi capaci di erogare una potenza pari a 21 PS (15,45 kW) ciascuno. Completato nel corso del 1944 venne equipaggiato con un carrello d'atterraggio fisso ma non fu mai in grado di decollare da terra, probabilmente a causa di sabotaggi.
Venne deciso infine di effettuare il battesimo dell'aria direttamente dalla superficie acquatica ma un ennesimo sabotaggio durante il trasporto a Travemünde, alla foce del fiume Trave nella Baia di Lubecca, ne ritardò il volo inaugurale.
L'FG 227 riuscì ad essere portato in volo per la prima volta solo nel settembre 1944, ma a causa di un problema all'impianto di alimentazione fu costretto ad un atterraggio forzato.

## Utilizzatori
Germania
- Luftwaffe